# Gros-Mécatina
Gros-Mécatina è un comune del Canada, situato nella provincia del Québec, nella regione di Côte-Nord.